# Крушевица (Власотинце)
Крушевица (серб. Крушевица) — населённый пункт в общине Власотинце Ябланичского округа Сербии.

## Население
Согласно переписи населения 2002 года, в селе проживало 567 человек (563 серба, 1 румын и 3 лица неизвестной национальности).
| Численность населения | Численность населения | Численность населения | Численность населения | Численность населения | Численность населения | Численность населения | Численность населения |
| 1948                  | 1953                  | 1961                  | 1971                  | 1981                  | 1991                  | 2002                  | 2011                  |
| --------------------- | --------------------- | --------------------- | --------------------- | --------------------- | --------------------- | --------------------- | --------------------- |
| 996                   | 1065                  | 1050                  | 949                   | 851                   | 745                   | 732                   | 379                   |

## Религия
Согласно церковно-административному делению Сербской православной церкви, село относится к Третьему власотиначскому приходу Власотиначского архиерейского наместничества Нишской епархии. В селе расположен храм Святого Архангел Гавриила, построенный около 1830 года.